# 721-й истребительный авиационный полк
721-й истребительный авиационный Касторненский орденов Суворова и Александра Невского полк (721-й иап) — воинская часть Военно-воздушных сил (ВВС) Вооружённых Сил РККА, принимавшая участие в боевых действиях Великой Отечественной войны.

## История наименований полка
За весь период своего существования полк несколько раз менял своё наименование:
- 721-й истребительный авиационный полк ПВО;
- 721-й истребительный авиационный полк;
- 721-й истребительный авиационный Касторненский полк;
- 721-й истребительный авиационный Касторненский ордена Сувороваполк;
- 721-й истребительный авиационный Касторненский орденов Суворова и Александра Невского полк;
- 732-й истребительный авиационный Касторненский орденов Суворова и Александра Невского полк;
- Войсковая часть (Полевая почта) 64350.

## История полка
721-й истребительный авиационный полк начал формироваться 12 октября 1941 года на основе отдельных истребительных эскадрилий старшего лейтенант Шалунова П. М. и капитана Троицкого Г. А. во 2-м запасном истребительном авиаполку Московского военного округа на ст. Сейма Горьковской области по штату 015/174 на самолётах ЛаГГ-3. Окончил формирование 6 ноября 1941 года и вошёл в состав 142-й истребительной авиационной дивизии ПВО.
В конце декабря 1941 года полк передан из 142-й истребительной авиационной дивизии ПВО в состав 147-й истребительной авиационной дивизии ПВО Ярославско-Рыбинского района ПВО. В воздушном бою 28 апреля 1942 года в районе с. Новое Котово одержана первая известная воздушная победа полка в Отечественной войне: майор Троицкий Г. А. таранным ударом сбил немецкий бомбардировщик Ju-88. За период боевой работы в составе войск ПВО полк выполнил 1511 боевых вылетов, потеряв при этом 6 самолётов и 4 лётчика.
4 июля 1942 года полк передан из войск ПВО ТС в ВВС КА, вошёл в состав 288-й истребительной авиационной дивизии, а 6 июля приступил к боевой работе в составе 288-й истребительной авиационной дивизии 1-й истребительной авиационной армии Брянского фронта.
Полк в составе дивизии базировался в районе Ельца. Несмотря на то, что 1-я истребительная авиационная армия не была полностью подготовлена к боевым действиям, в силу сложившихся тяжёлых условий 6 июля 1942 года была введена в сражение под Воронежем, где во взаимодействии с 5-й танковой армией вела ожесточённые бои на земле и в воздухе, прикрывая войска от ударов вражеской авиации, и отдельными группами поражала наземные объекты. 7 июля 1942 года в составе армии было 231 самолёта. К исходу 12 июля в строю осталось лишь 66 из них. 13 июля полк принял 3 истребителя ЛаГГ-3 от 282-го иап, а 27 июля 1942 года из 288-й истребительной авиационной дивизии 1-й истребительной авиационной армии передан в состав 286-й истребительной авиационной дивизии 15-й воздушной армии Брянского фронта. В ноябре 1942 года полк переформирован по штату 015/284 на аэродроме Телегино. За период боевой работы на Брянском фронте полк выполнил 772 боевых вылета, потерял 14 самолётов и 12 лётчиков.
15 марта 1943 года полк вместе с 286-й истребительной авиационной дивизией передан в 16-ю воздушную армию Центрального фронта. Боевой работы полк не вёл. На аэродроме Донново в марте и апреле перевооружился и освоил истребители Ла-5.
721-му истребительному авиационному полку 4 мая 1943 года за показанные образцы мужества и геройства в борьбе против фашистских захватчиков в период проведения Воронежско-Ворошиловградской и Воронежско-Касторненских операций, а также в целях дальнейшего закрепления памяти о подвигах сталинских соколов присвоено почётное наименование «Касторненский».
С первых чисел мая 1943 года полк возобновил боевую работу в составе 286-й истребительной авиационной дивизии 16-й воздушной армии Центрального фронта на самолётах Ла-5. В сентябре — октябре 1944 года полк переформирован по штату 015/364. Лётный состав во 2-м зиап Московского военного округа получил и освоил истребители Ла-7. За период боевых действий в составе 16-й воздушной армии полк выполнил 4924 боевых вылетов, потерял 40 лётчиков и 56 самолётов. Войну полк закончил участием в Берлинской операции.
В составе действующей армии полк находился:
- с 2 декабря 1941 года по 2 июля 1942 года[3];
- с 6 июля 1942 года по 9 мая 1945 года[1][4].

### Командиры полка
- подполковник Погрешаев Фёдор Арсентьевич[1], 10.1941 — 07.1942
- капитан Шалунов Пётр Михайлович[1], 07.1942 — 07.1942
- майор, подполковник Крюков Борис Георгиевич[1], 07.1942 — 03.1944
- подполковник Косников Николай Маркович (ВрИД)[1], 06.1944 — 09.1944
- подполковник Трилевич Иван Григорьевич[1], 03.1945 — 1946

### Послевоенная история полка
После войны полк базировался на территории Германии в составе Группы советских оккупационных войск в Германии. В феврале 1949 года на основании Директивы Генерального штаба полк переименован в 732-й истребительный авиационный полк, дивизия — в 145-ю иад, армия — в 24-ю воздушную армию. В октябре 1952 года полк вместе с дивизией передислоцирован из 24-й ВА Группы советских оккупационных войск в Германии в состав 48-й ВА Одесского военного округа с дислокацией в Одессе.
В связи с проводимыми массовыми сокращениями Вооружённых сил 26 декабря 1959 года полк был расформирован в составе 145-й истребительной авиационной дивизии 48-й воздушной армии Одесского военного округа.

## В составе соединений и объединений
| Период        | Фронт (округ)                                   | армия                                                       | дивизия                                      | примечание |
| ------------- | ----------------------------------------------- | ----------------------------------------------------------- | -------------------------------------------- | ---------- |
| 12.10.1941 г. | Московский военный округ                        | ВВС округа                                                  | 2-й запасной истребительный авиационный полк |            |
| 06.11.1941 г. | ПВО страны                                      | ВВС ПВО страны                                              | 142-я истребительная авиационная дивизия ПВО |            |
| 02.12.1941 г. | Московский военный округ                        | Горьковский дивизионный район ПВО                           | 142-я истребительная авиационная дивизия ПВО |            |
| 27.12.1941 г. | Московский военный округ                        | Ярославско-Рыбинский дивизионный район ПВО                  | 147-я истребительная авиационная дивизия ПВО |            |
| 04.07.1942 г. | Брянский фронт                                  | 1-я истребительная авиационная армия                        | 288-я истребительная авиационная дивизия     |            |
| 27.07.1942 г. | Брянский фронт                                  | 15-я воздушная армия                                        | 286-я истребительная авиационная дивизия     |            |
| 15.03.1943 г. | Центральный фронт                               | 16-я воздушная армия                                        | 286-я истребительная авиационная дивизия     |            |
| 20.10.1943 г. | Белорусский фронт                               | 16-я воздушная армия                                        | 286-я истребительная авиационная дивизия     |            |
| 17.02.1944 г. | 1-й Белорусский фронт                           | 16-я воздушная армия                                        | 286-я истребительная авиационная дивизия     |            |
| 01.09.1944 г. | Московский военный округ                        | ВВС округа                                                  | 2-й запасной истребительный авиационный полк |            |
| 01.11.1945 г. | 1-й Белорусский фронт                           | 16-я воздушная армия                                        | 286-я истребительная авиационная дивизия     |            |
| 09.05.1945 г. | 1-й Белорусский фронт                           | 16-я воздушная армия                                        | 286-я истребительная авиационная дивизия     |            |
| 10.06.1945 г. | Группа советских оккупационных войск в Германии | 16-я воздушная армия 3-й истребительный авиационный корпус  | 286-я истребительная авиационная дивизия     |            |
| 20.02.1949 г. | Группа советских оккупационных войск в Германии | 24-я воздушная армия 71-й истребительный авиационный корпус | 145-я истребительная авиационная дивизия     |            |
| 01.10.1952 г. | Одесский военный округ                          | 48-я воздушная армия                                        | 145-я истребительная авиационная дивизия     |            |
| 26.12.1959 г. | Одесский военный округ                          | 48-я воздушная армия                                        | 145-я истребительная авиационная дивизия     |            |

## Участие в операциях и битвах
- Воронежско-Ворошиловградская операция — с 6 июля 1942 года по 24 июля 1943 года.
- Операции дивизии по уничтожению коммуникаций противника в районе Кастроное, Кшень, Мармыжи, Замлянск[6] — с 12 сентября 1942 года по 15 сентября 1942 года
- Воронежско-Касторненская операция[6] — с 24 января 1943 года по 2 февраля 1943 года.
- Воздушная операция по уничтожению авиации на аэродромах — 6 мая 1943 года.
- Курская битва[6] — с 5 июля 1943 года по 23 августа 1943 года
- Орловская стратегическая наступательная операция[6] — с 12 июля 1943 года по 18 августа 1943 года.
- Черниговско-Припятская операция — с 26 августа 1943 года по 30 сентября 1943 года.
- Гомельско-Речицкая наступательная операция — с 10 ноября 1943 года по 30 ноября 1943 года.
- Освобождение Правобережной Украины — с 24 декабря 1943 года по 17 апреля 1944 года.
- Калинковичско-Мозырская операция — с 8 января 1944 года по 30 января 1944 года.
- Рогачевско-Жлобинская операция — с 21 февраля 1944 года по 26 февраля 1944 года.
- Белорусская операция[6] — с 24 июня 1944 года по 29 августа 1944 года.
- Бобруйская операция — с 24 июня 1944 года по 29 июня 1944 года.
- Минская операция — с 29 июня 1944 года по 4 июля 1944 года.
- Вильнюсская наступательная операция — с 5 июля 1944 года по 16 июля 1944 года.
- Люблин-Брестская операция — с 18 июля 1944 года по 2 августа 1944 года.
- Висло-Одерская операция — с 12 января 1945 года по 3 февраля 1945 года.
- Варшавско-Познанская наступательная операция[6] — с 14 января 1945 года по 3 февраля 1945 года.
- Восточно-Померанская операция — с 10 февраля 1945 года по 4 апреля 1945 года.
- Берлинская наступательная операция — с 16 апреля 1945 года по 8 мая 1945 года.

## Почётные наименования и награды
- 721-му истребительному авиационному полку 4 мая 1943 года за показанные образцы мужества и геройства в борьбе против фашистских захватчиков и в целях дальнейшего закрепления памяти о подвигах сталинских соколов присвоено почётное наименование «Касторненский»[2].
- 721-й Касторненский истребительный авиационный полк за образцовое выполнение заданий командования в боях с немецкими захватчиками, за овладение крепостью Прага и проявленные при этом доблесть и мужество истребительный авиационный полк Указом Президиума Верховного Совета СССР от 31 октября 1944 года награждён орденом «Александра Невского».
- 721-й Касторненский ордена Александра Невского истребительный авиационный полк за образцовое выполнение боевых заданий командования в боях при прорыве обороны немцев и наступлении на Берлин и проявленные при этом доблесть и мужество награждён орденом «Суворова III степени».

## Благодарности Верховного Главнокомандующего
За проявленные образцы мужества и героизма Верховным Главнокомандующим лётчикам полка в составе 286-й иад объявлены благодарности:
- за освобождение города Нежин[7].
- за освобождение города Гомель[8].
- за прорыв обороны немцев юго-западнее города Жлобин[9].
- за овладение городом Варшава[10].
- за овладение городами Лодзь, Кутно, Томашув (Томашов), Гостынин и Ленчица[11].
- за овладение городами Франкфурт-на-Одере, Вандлитц, Ораниенбург, Биркенвердер, Геннигсдорф, Панков, Фридрихсфелъде, Карлсхорст, Кепеник и вступление в столицу Германии город Берлин[12].
- за овладение городом Берлин[13].

## Отличившиеся воины
- Кобисской Александр Сергеевич, старший лейтенант, командир звена 721-го истребительного авиационного полка 286-й истребительной авиационной дивизии 16-й воздушной армии Указом Президиума Верховного Совета СССР от 1 июля 1944 года удостоен звания Герой Советского Союза. Золотая Звезда № 3901.
- Козич Иван Семёнович, старшина, заместитель командира эскадрильи 721-го истребительного авиационного полка 286-й истребительной авиационной дивизии 16-й воздушной армии Указом Президиума Верховного Совета СССР от 21 апреля 1943 года удостоен звания Герой Советского Союза. Золотая Звезда № 918.
- Лукин Василий Петрович, капитан, лётчик полка в июне — августе 1942 года, Указом Президиума Верховного Совета СССР от 26 октября 1944 года удостоен звания Герой Советского Союза будучи командиром авиационной эскадрильи 287-го истребительного авиационного полка 269-й истребительной авиационной дивизии 14-й воздушной армии 3-го Прибалтийского фронта. Золотая Звезда № 5410.
- Трегубов Николай Михайлович, капитан, командир эскадрильи 721-го истребительного авиационного полка 286-й истребительной авиационной дивизии 16-й воздушной армии Указом Президиума Верховного Совета СССР от 13 апреля 1944 года удостоен звания Герой Советского Союза. Золотая Звезда № 3537.
- Троицкий Геннадий Александрович, майор, командир эскадрильи 721-го истребительного авиационного полка 147-й истребительной авиационной дивизии ПВО 14 февраля 1943 года удостоен звания Герой Советского Союза. Посмертно.

## Лётчики-асы полка
| Фамилия, имя отчество          | Награды | Сбито самолётов (+ в группе) | Примечание |
| ------------------------------ | ------- | ---------------------------- | --- |
| Бачило Кирилл Кириллович       |         | 9 + 4                        | Лётчик полка: окт. 1941 — окт. 1942. |
| Бомко Афанасий Карпович        |         | 9 + 0                        | Лётчик полка: нояб. 1941 — май 1945. Боевых вылетов: 238; воздушных боёв: 28. С августа 1942 г. по март 1943 г. в боевых действиях не участвовал — находился в тылу и на временно оккупированной территории |
| Васильев Александр Петрович    |         | 5 + 0                        | Лётчик полка: дек. 1941 — март 1942. Погиб 3 августа 1942 г. Сбит в воздушном бою |
| Длужицкий Константин Антонович |         | 6 + 1                        | Лётчик полка: дек. 1941 — июль 1943. Пропал без вести 7 июля 1943 г. Не вернулся с боевого задания. 16.08.1942 при сопровождении штурмовиков сбит зенитной артиллерией противника, сочтён погибшим, посмертно награждён орденом Отечественной войны 1 степени. 25.12.1942 возвратился, бежав из немецкого госпиталя для военнопленных, после прохождения спецпроверки продолжил боевую работу в полку. |
| Дураков Алексей Иванович       |         | 10 + 0                       | Лётчик полка: июль 1942 — май 1945. Боевых вылетов: 162; воздушных боёв: 60 |
| Кобисской Александр Сергеевич  |         | 17 + 0 (+ 1 аэростат)        | Лётчик полка: окт. 1941 — май 1945. Боевых вылетов: 342; воздушных боёв: 46. Погиб 15 марта 1950 г. Разбился в авиационной катастрофе. |
| Кальсин Пётр Терентьевич       |         | 15 + 0                       | Лётчик полка: 1941—1942. Боевых вылетов: около 100; воздушных боёв: около 60. Пропал без вести 20 декабря 1943 г. Не вернулся с боевого задания. |
| Козич Иван Семёнович           |         | 16 + 4                       | Лётчик полка: окт. 1941 — сент. 1944. Боевых вылетов: 410 [01.07.1944]. В сентябре 1944 г. тяжело ранен, после госпиталя списан с лётной работы. Умер 1 октября 2000 г. |
| Колышкин Константин Сергеевич  |         | 6 + 0                        | Лётчик полка: янв. 1943 — май 1945. Боевых вылетов: 122 [22.04.1945]; воздушных боёв: 24 |
| Липатов Алексей Павлович       |         | 11 + 1                       | Лётчик полка: июль 1942 — май 1945. Боевых вылетов: 418; воздушных боёв: 37 |
| Лукин Василий Петрович         |         | 16 + 1                       | Лётчик полка: июнь — авг. 1942. Боевых вылетов: 355; воздушных боёв: 40. Умер 7 декабря 1985 г. |
| Мороз Иван Константинович      |         | 7 + 0                        | Лётчик полка: янв. 1943 — май 1945. Боевых вылетов: 202; воздушных боёв: 22 |
| Окунев Аркадий Алексеевич      |         | 6 + 0                        | Лётчик полка: дек. 1941 — май 1945. Боевых вылетов: 134; воздушных боёв: 26 |
| Семёнов Василий Георгиевич     |         | 9 + 1                        | Лётчик полка: Боевых вылетов: 228. Один самолёт противника сбит таранным ударом |
| Трегубов Николай Михайлович    |         | 13 + 2                       | Лётчик полка: дек. 1941 — май 1945. Боевых вылетов: 463; воздушных боёв: 61. Погиб 19 июля 1950 г. Разбился в авиационной катастрофе. |
| Трилевич Иван Григорьевич      |         | 6 + 0                        | Командир полка: март — май 1945. Боевых вылетов: 104; воздушных боёв: 13 |

## Итоги боевой деятельности полка
Всего за годы Великой Отечественной войны полком:
| Выполнено боевых вылетов | Сбито самолётов в воздухе | Уничтожено самолётов всего |
| ------------------------ | ------------------------- | -------------------------- |
| 7207                     | 204                       | 208                        |

Свои потери:
| Потеряно самолётов, всего | Погибло лётчиков всего |
| ------------------------- | ---------------------- |
| 118                       | 56                     |

## Самолёты на вооружении
| Период            | Самолёты | Фото   | Период            | Самолёты | Фото   |
| ----------------- | -------- | ------ | ----------------- | -------- | ------ |
| 10.1941 — 03.1943 | ЛаГГ-3   | ЛаГГ-3 | 03.1943 — 10.1944 | Ла-5     | Ла-5   |
| 10.1944 — 1950    | Ла-7     | Ла-7   | 1950 — 1954       | МиГ-15   | МиГ-15 |
| 1954 — 1959       | МиГ-17   | МиГ-17 |                   |          |        |

## Базирование
| Период            | Аэродромы                         |
| ----------------- | --------------------------------- |
| 05.1945 — 05.1945 | Финстервальде, Германия           |
| 05.1945 — 06.1945 | Рангсдорф, Германия               |
| 06.1945 — 05.1947 | Дальгов-Дебериц, Германия         |
| 05.1947 — 08.1949 | Перлеберг, Германия               |
| 08.1949 — 10.1952 | Рехлин, Германия                  |
| 10.1952 — 1960    | Школьный (Одесса), Украинская ССР |